# نینتی
نینتی (سومری: 𒀭𒎏𒋾؛ «معشوقه زتدگانی») الهه بین‌النهرینی بود که در لاگاش پرستش می‌شد. او را مادر نینکاسی می‌دانستند. او همچنین در اسطوره انکی و نین‌هورساگ به عنوان یکی از خداییان به منظور تسکین درد خدای نام‌بخش ظاهر می‌شود. در این متن، نام او ابتدا به عنوان «دنده بانو» و سپس به «بانوی ماه (تقویم)» به واسطه بازی با واژگان کاتبان تعبیر شده است.

## گواهی‌ها
نام نینتی را می‌توان به معنای «معشوقه‌ای که زنده نگه می‌دارد» یا «معشوقه (هٔ) زندگانی» ترجمه کرد. شکل دیگری از نام او ممکن است Nintiḫal باشد، «معشوقه‌ای که زندگی را اختصاص می‌دهد».
قدیمی‌ترین گواهی‌های نینتی در متون فارا شناسایی شده است.

## ارتباط با سایر خداییان
در سرودی برای نینکاسی آمده است که در حالی که این الهه توسط نینهورساگ بزرگ شده بود، والدینش نینتی و انکی بودند. نینتی و نینکاسی در سندی از دوره فارا (دوره دودمانی نخستین) در کنار یکدیگر آمده‌اند. رابطه بین نینتی و انکی همچنین در فهرست خدای آن = آنوم تأیید شده است، جایی که او با همسر انکی، دامکینا، برابری می‌کند.
گبهارد سلز تاکید می‌کند که نینتی را نباید با نینتینوگا، الهه شفابخش نیپور اشتباه گرفت.

## اساطیر
در افسانه انکی و نینهورساگ ، نینتی به عنوان یکی از هشت خدایی ظاهر می‌شود که برای تسکین درد انکی خلق شده‌اند و به طور خاص مسئول شفای دنده‌های اوست. دیگر خداییان خلق شده برای همین منظور در این روایت عبارتند از: ابو، نینسیکیلا (مسکیلاک)، نینگیریوتود (نینگیریدا)، نینکاسی، نانشه، عظیموا و انساگ (اینزاک). در نهایت وقتی سرنوشت مساعدی برای همه آنها اعلام می‌شود، نینتی به سمت «بانوی ماه (تقویم)» منصوب می‌شود. نام او ابتدا به عنوان جناس در مورد nin-ti، «دنده بانو»، و سپس nin-iti، «بانوی ماه (تقویم)» بازتفسیر شده، که به گفته دینا کاتز نشان‌دهنده این واقعیت است که گردآورندگان متن او را کاملاً بر اساس پتانسیل نام او برای بازی با کلمات انتخاب کرده‌اند و «به پیشینه مذهبی او علاقه‌ای ندارند». جرمیا پترسون تفسیر مجدد نام او را نمونه‌ای از ریشه‌شناسی عامیانه می‌داند.